# Ascoux
Ascoux és un municipi francès, situat al departament del Loiret i a la regió de Centre. L'any 2007 tenia 838 habitants.

## Demografia

### Població
El 2007 la població de fet d'Ascoux era de 838 persones. Hi havia 321 famílies, de les quals 61 eren unipersonals (37 homes vivint sols i 24 dones vivint soles), 118 parelles sense fills, 122 parelles amb fills i 20 famílies monoparentals amb fills.
La població ha evolucionat segons el següent gràfic:
Habitants censats

### Habitatges
El 2007 hi havia 357 habitatges, 325 eren l'habitatge principal de la família, 15 eren segones residències i 17 estaven desocupats. 322 eren cases i 35 eren apartaments. Dels 325 habitatges principals, 261 estaven ocupats pels seus propietaris, 54 estaven llogats i ocupats pels llogaters i 10 estaven cedits a títol gratuït; 3 tenien una cambra, 16 en tenien dues, 34 en tenien tres, 80 en tenien quatre i 191 en tenien cinc o més. 286 habitatges disposaven pel capbaix d'una plaça de pàrquing. A 114 habitatges hi havia un automòbil i a 188 n'hi havia dos o més.

### Piràmide de població
La piràmide de població per edats i sexe el 2009 era:
| Homes | Edats   | Dones |
| ----- | ------- | ----- |
| 0     | 95 o +  | 0     |
| 0     | 90 a 94 | 0     |
| 4     | 85 a 89 | 4     |
| 4     | 80 a 84 | 8     |
| 12    | 75 a 79 | 12    |
| 8     | 70 a 74 | 12    |
| 20    | 65 a 69 | 16    |
| 12    | 60 a 64 | 24    |
| 20    | 55 a 59 | 8     |
| 36    | 50 a 54 | 24    |
| 32    | 45 a 49 | 40    |
| 24    | 40 a 44 | 44    |
| 32    | 35 a 39 | 44    |
| 44    | 30 a 34 | 12    |
| 28    | 25 a 29 | 32    |
| 8     | 20 a 24 | 8     |
| 32    | 15 a 19 | 28    |
| 16    | 10 a 14 | 40    |
| 48    | 5 a 9   | 12    |
| 24    | 0 a 4   | 16    |

## Economia
El 2007 la població en edat de treballar era de 538 persones, 423 eren actives i 115 eren inactives. De les 423 persones actives 399 estaven ocupades (205 homes i 194 dones) i 24 estaven aturades (12 homes i 12 dones). De les 115 persones inactives 41 estaven jubilades, 34 estaven estudiant i 40 estaven classificades com a «altres inactius».

### Ingressos
El 2009 a Ascoux hi havia 348 unitats fiscals que integraven 896 persones, la mediana anual d'ingressos fiscals per persona era de 19.503,5 €.

### Activitats econòmiques
Dels 42 establiments que hi havia el 2007, 2 eren d'empreses alimentàries, 1 d'una empresa de fabricació de material elèctric, 3 d'empreses de fabricació d'altres productes industrials, 9 d'empreses de construcció, 9 d'empreses de comerç i reparació d'automòbils, 3 d'empreses de transport, 2 d'empreses d'hostatgeria i restauració, 1 d'una empresa financera, 1 d'una empresa immobiliària, 5 d'empreses de serveis, 3 d'entitats de l'administració pública i 3 d'empreses classificades com a «altres activitats de serveis».
Dels 14 establiments de servei als particulars que hi havia el 2009, 3 eren tallers de reparació d'automòbils i de material agrícola, 2 paletes, 1 fusteria, 3 lampisteries, 2 electricistes, 2 perruqueries i 1 veterinari.
Dels 2 establiments comercials que hi havia el 2009, 1 era una botiga de menys de 120 m² i 1 una peixateria.
L'any 2000 a Ascoux hi havia 11 explotacions agrícoles que ocupaven un total de 511 hectàrees.

## Equipaments sanitaris i escolars
L'únic equipament sanitari que hi havia el 2009 era una farmàcia.
El 2009 hi havia una escola elemental integrada dins d'un grup escolar amb les comunes properes formant una escola dispersa.

## Poblacions més properes
El següent diagrama mostra les poblacions més properes.